# Hypenolobosa
Hypenolobosa là một chi bướm đêm thuộc phân họ Tortricinae của họ Tortricidae.

## Các loài
- Hypenolobosa glechoma Razowski, 1992